# Donald groom d'hôtel
Série Donald Duck
Pour plus de détails, voir Fiche technique et Distribution.
Donald groom d'hôtel ou Donald portier (Bellboy Donald) est un court métrage d'animation américain des studios Disney avec Donald Duck, sorti le 18 décembre 1942.

## Synopsis
Donald est groom dans un hôtel, où son patron est obligé de lui rappeler que « le client a toujours raison »... ce qui est loin d'être évident à respecter lorsque les clients sont l'odieux Pat Hibulaire et son fils turbulent.

## Fiche technique
- Titre original : Bellboy Donald
- Titre français : Donald groom d'hôtel ou Donald portier
- Série : Donald Duck
- Réalisation : Jack King
- Scénario : Carl Barks et Jack Hannah
- Animation : Bill Tytla, Paul Allen, Ed Love, Jim Armstrong, Lee Morehouse, Hal King, Jack King, Kenneth Muse, Judge Whitaker, Ray Patin et Art Scott
- Musique : Oliver Wallace
- Producteur : Walt Disney
- Société de production : Walt Disney Productions
- Société de distribution : RKO Radio Pictures, Buena Vista Pictures
- Pays de production :  États-Unis
- Langue :  Anglais
- Format : Couleur (Technicolor) — 35 mm — 1,37:1 — Son : Mono (RCA Photophone)
- Durée : 8 min
- Date de sortie : 
  - États-Unis : 18 décembre 1942[2]

## Voix originales
- Clarence Nash : Donald Duck
- John McLeish : Pat Hibulaire (Pete Pegleg) / Pat Junior

## Voix françaises
- Sylvain Caruso : Donald Duck
- Michel Vocoret : Pat Hibulaire
- Laurent Hilling : Pat Hibulaire Junior / le patron de l'hôtel

## Commentaires
Ce film marque la première apparition du fils de Pat Hibulaire. Le personnage ne sera pas exploité jusqu'en 1992 dans La Bande à Dingo (1992) où on apprendra son nom : Pat Junior, plus couramment appelé P. J. (ou Péji).
Dans Nettoyeurs de carreaux (1940), Donald le riveur (1940) et Donald groom d'hôtel (1942), Donald Duck est présenté comme un employé urbain mais dans les années 1950, il devient un papa-poule dans un foyer de la classe moyenne.

## Titre en différentes langues
D'après IMDb :
- Finlande : Aku Ankka hotellipoikana
- Suède : Kalle Anka som hissgrabb, Kalle Anka som piccolo